# Petelotiella
Petelotiella es un género con una especies de plantas de flores perteneciente a la familia Urticaceae.

## Especies seleccionadas
- Petelotiella tonkinensis